# Château d'Auckland
Le château d'Auckland, également connu sous le nom d'Auckland Palace et pour les habitants de la région sous le nom de Bishop's Castle ou Bishop's Palace, est situé dans la ville de Bishop Auckland dans le comté de Durham, en Angleterre. En 1832, ce château remplace le château de Durham comme résidence officielle des évêques de Durham. C'est aujourd'hui une attraction touristique, mais elle abrite toujours les bureaux de l'évêque ; le château est un bâtiment classé Grade I.

## Histoire
L'histoire du château d'Auckland remonte au XIIe siècle. Sur le site d'un ancien parc aux cerfs, l'évêque Hugh Pudsey établit un manoir vers 1183. Parce qu'il est proche de son domaine de chasse, un successeur, l'évêque Bek, installe sa résidence principale du château de Durham à Auckland et transforme ensuite le manoir en château,. Dans ce processus, il ajoute la grande salle, la chapelle et les murs défensifs.
En 1603, après l'Union des couronnes, Tobias Matthew invite Anne de Danemark, le prince Henri et la princesse Elizabeth à résider à Auckland lors de leur voyage de l'Écosse à Londres. Après la dissolution de l'Église d'Angleterre à la fin de la première guerre civile anglaise en 1646, le château d'Auckland est vendu à Arthur Hazelrigg, qui démolit une grande partie du bâtiment médiéval, dont la chapelle originale à deux étages, et construit un manoir,. Après la restauration de la monarchie, l'évêque John Cosin démolit à son tour le manoir de Hazelrigg et reconstruit le château, transformant la salle de banquet en chapelle qui existe aujourd'hui.
En 1756, l'évêque Richard Trevor achète l'ensemble remarquable de peintures, Jacob et ses douze fils, de Francisco de Zurbarán, qui sont encore exposées dans la Longue Salle à Manger. Il est possible que les peintures du XVIIe siècle soient destinées à l’Amérique du Sud. Cependant, elles n'atteignent jamais leur destination supposée et tombent finalement en possession de James Mendez qui en vend douze sur treize à l'évêque Trevor en 1757.
L'évêque Trevor n'a pas pu obtenir le 13e portrait, Benjamin, qui est vendu séparément au duc d'Ancaster et est exposé au château de Grimsthorpe, dans le Lincolnshire. L'évêque Trevor charge Arthur Pond de réaliser une copie de "Benjamin". La copie, ainsi que les 12 originaux, sont accrochés dans la longue salle à manger du château, que l'évêque Trevor a spécialement aménagée pour accueillir les tableaux,.

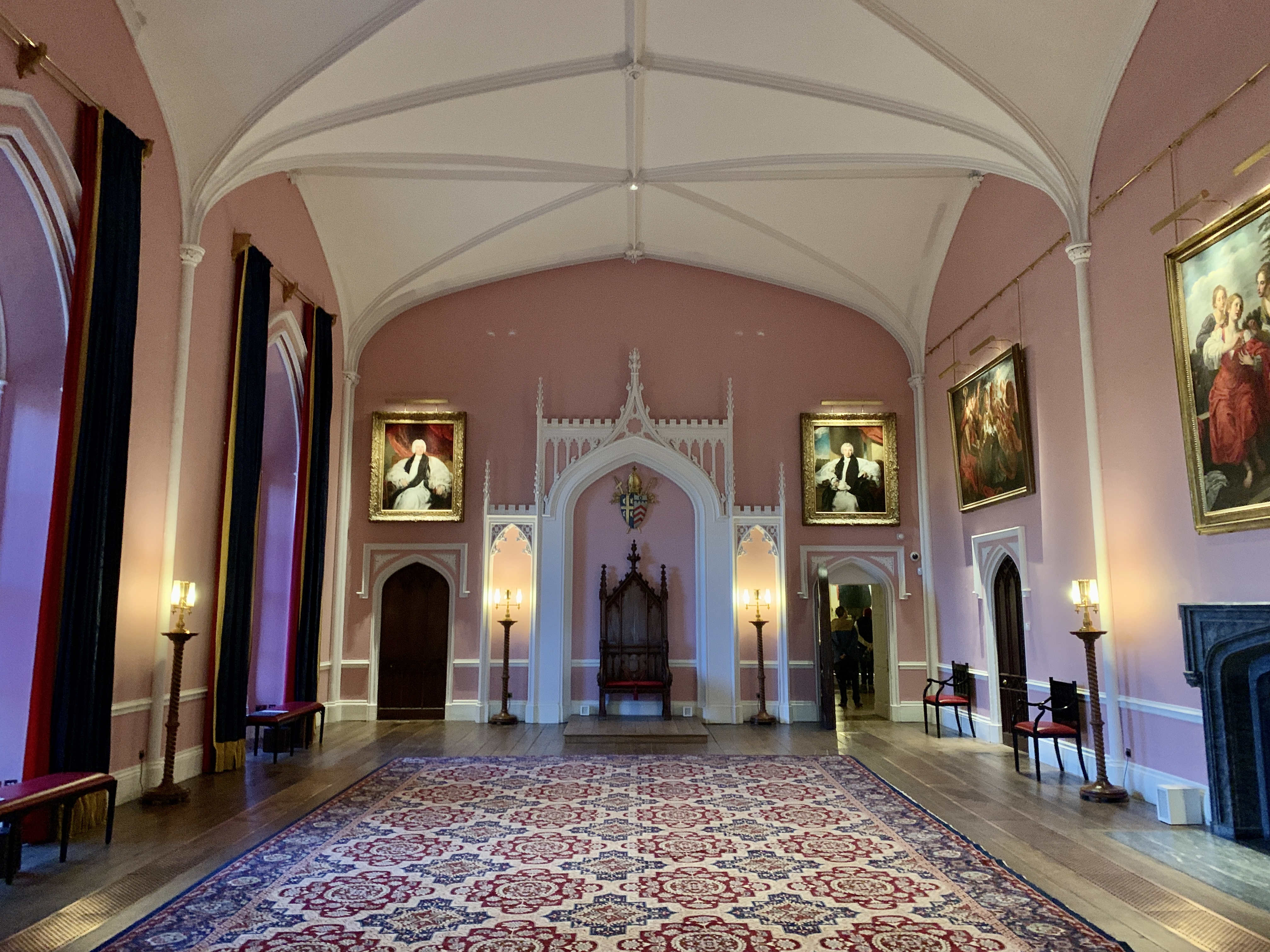
La salle du trône

Shute Barrington, évêque de Durham de 1791 à 1826, emploie l'éminent architecte James Wyatt pour faire correspondre les éléments d'architecture disparate du palais à la fin du XVIIIe siècle, notamment sa salle du trône et son paravent. En 1832, lorsque William Van Mildert, le dernier évêque à diriger le comté palatin de Durham, cède le château de Durham pour fonder l'université de Durham, le château d'Auckland devient le seul siège épiscopal de l'évêque de Durham.

## Description

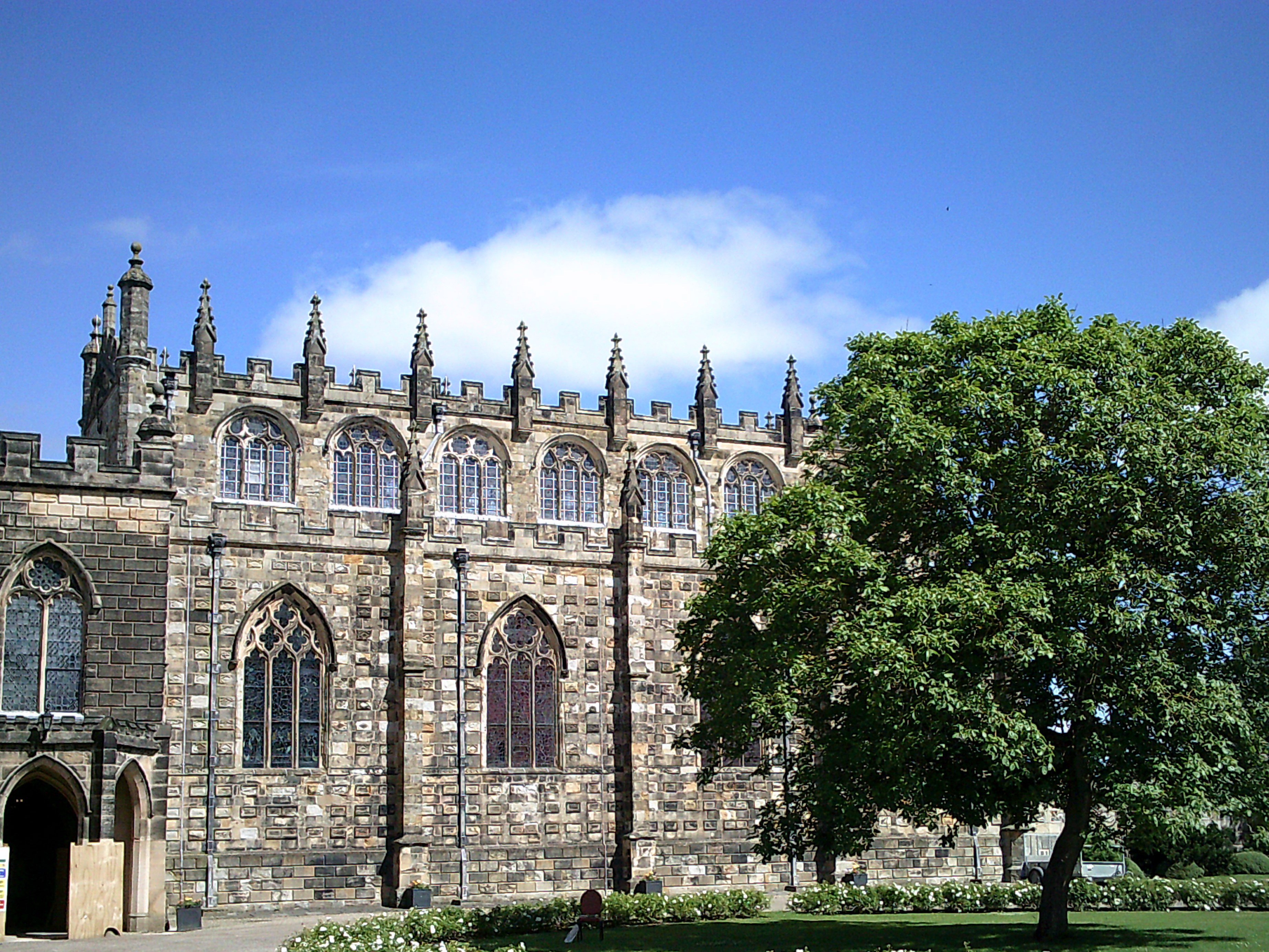
Chapelle Saint-Pierre du château d'Auckland - anciennement la salle de banquet

Malgré les travaux de conservation et son exploitation comme attraction touristique, le château abrite toujours les bureaux de l'évêque de Durham dans son aile écossaise, et les services ont lieu dans la chapelle. L'aile écossaise doit son nom à l'hébergement historique des prisonniers écossais.
Le château d'Auckland  possède toujours 12 des 13 peintures du XVIIe siècle de la série Jacob et ses douze fils, de Francisco de Zurbarán, représentant Jacob et ses 12 fils.
Le Château est entouré d'un parc à cerfs de 800 acres (3,2 km 2). Il conserve de nombreux éléments médiévaux, notamment les étangs à poissons et les sentiers forestiers, fournissant un témoignage important sur la façon dont les évêques médiévaux y vivaient, se divertissaient et chassaient.
Le terrain, Auckland Castle Park, est classé Grade II depuis le 7 octobre 1986 tandis que le château est classé Grade I depuis le 21 avril 1952 .
Le château et son parc contiennent sept bâtiments classés Grade I. ,,,,,,. Il s'agit notamment d'une Deer House, construite en 1760, un grand bâtiment en pierre crénelé pour abriter les cerfs.
Le château sert de toile de fond au récit de Lewis Carroll "Une légende de l'Écosse" au XIXe siècle. En 2006, le château d'Auckland est le théâtre de deux épisodes de l'émission Antiques Roadshow de la BBC.